# El Rosal (Caracas)
Pour les articles homonymes, voir El Rosal.
El Rosal est un quartier d'affaires de la municipalité de Chacao dans l'est de Caracas, capitale du Venezuela. Il est l'un des quartiers du Venezuela avec le prix immobiliers les plus chers au mètre carré.

## Géographie

### Situation
Le quartier est bordé au nord par le Caracas Country Club et le quartier Campo Alegre, au sud par le quartier Las Mercedes à l'est par le quartier de Bello Campo et à l'ouest par Chacaito.

## Intérêt
El Rosal est un quartier à vocation tertiaire et comprend un secteur résidentiel de petite taille. Il abrite le siège des grandes entreprises vénézuéliennes et internationales, comme Bayer, 3M, la Bourse de Caracas, ainsi que de grands hôtels et centres culturels comme le théâtre de Chacao. 
Dans ce quartier se trouvent les ambassades du Mexique, d'Italie, de Norvège, du Danemark, de Finlande et d'Afrique du Sud.